# Potok, Kostel
Potok je naselje v Občini Kostel. Skozenj tečeta potoka Topli jarak in Jakšički jarak, ki se sredi naselja združita. Potok leži severno od ceste Kočevje–Petrina ter v manjšem delu tudi južno od nje, kjer ga od sosednje Vasi razmejuje struga omenjenega potoka.